# Isabella de Warenne
Isabella de Warenne (h. 1253 – antes de 1292) fue señora de Balliol por su matrimonio con Juan de Balliol. Sin embargo, existe la duda de que viviera para llegar a ser reina cuando Juan subió al trono escocés.

## Familia
Isabella fue la segunda de los tres hijos que nacieron del matrimonio entre John de Warenne, VI conde de Surrey, y Alicia de Lusignan, hermanastra de Enrique III de Inglaterra por parte de madre. Eleanor, su hermana mayor, se casó con Henry Percy y fue la madre de Henry Percy, I barón Percy. Su madre falleció al dar a luz al hermano pequeño de Isabella, William, que murió en un torneo después de haberse casado con Joan de Vere y haber engendrado dos hijos.

## Biografía
Alrededor del 9 de febrero de 1281, Isabella contrajo nupcias con Juan de Balliol, pretendiente al trono escocés. El matrimonio duró unos diez años. En la crónica de Thomas Wykes, queda constancia de esta unión. Se ha determinado que la pareja tuvo al menos un hijo: 
- Eduardo de Balliol, pretendiente escocés (m. 1364). Se casó con Margarita de Tarento, hija del príncipe Felipe I de Tarento (m. 1332). La unión quedó anulada, o se divorciaron. No tuvieron descendencia.

Sin embargo, se ha atribuido a la pareja otros hijos:
- Henry de Balliol. Pereció en la batalla de Annan el 16 de diciembre de 1332, sin dejar descendencia.[2]
- Agnes (o Maud) de Balliol. Se casó con Bryan FitzAlan, lord FitzAlan y barón feudal de Bedale. Fueron los padres de Agnes FitzAlan (n. 1298), que contrajo matrimonio con sir Gilbert Stapleton, Knt., de Bedale[3] (1291–1324). Gilbert es famoso por haber participado en el asesinato de Piers Gaveston, conde de Cornualles.

Se cree que Isabella no vivió para ver a su marido convertirse en rey de Escocia, por lo que es probable que muriera antes de 1292, cuando Juan subió al trono. Sin embargo, algunos opinan que Isabella sí que vivió lo suficiente para ver a su marido ascender al trono y abdicar.